# 阿氏歐雅羅魚
阿氏歐雅羅魚（学名：Achondrostoma arcasii）為輻鰭魚綱鯉形目雅羅魚科歐雅羅魚屬的其中一種，被IUCN列為易危保育類動物，分布於歐洲葡萄牙北部的杜羅河以及流向大西洋和地中海的河流中，包括西班牙北部的埃布羅河，因修建運河和修建水壩而受到棲息地喪失的威脅，以及引入的捕食者和水污染，本魚體細長而側扁，側線明顯，側線鱗40-45枚，吻部圓鈍，頭頂及背部為黃褐色帶橄欖綠光澤，其餘身體銀白色，尾鰭叉形，魚鰭基部橘紅色，體長可達25公分，棲息在河川底中層水域，以水生無脊椎動物為食，繁殖期在4至5月，生活習性不明。

## 扩展阅读
維基物種上的相關：阿氏歐雅羅魚